# Croix de Belpech
La croix de Belpech est une croix située à Belpech, en France.

## Localisation
La croix est située sur la commune de Belpech, dans le département français de l'Aude.

## Historique
L'édifice est classé au titre des monuments historiques en 1906.